# Zanchi (azienda)
La Zanchi Fiorello & Figli è stata una piccola azienda artigiana specializzata nella realizzazione di piatti per la batteria, fatti a mano. È stata attiva a Pistoia per oltre 50 anni. I suoi prodotti sono rinomati e conosciuti anche all'estero. L'azienda era amministrata da Fiorello Zanchi e dai figli Mariano, Giovanni e Renato.Fiorello Zanchi

## Storia
La Zanchi era principalmente orientata al mercato europeo e alla realizzazione di piatti di fascia media, sebbene le diverse produzioni Zanchi abbiano ricevuto valutazioni molto diverse, da "pessimi" a "eccezionali". Fra le prime produzioni Zanchi si ricorda la linea "Vibra", piatti relativamente sottili. In questo periodo, il marchio con cui venivano incisi i piatti era "Zanchi F & F". Negli anni settanta, il marchio fu trasformato in Zanki. I piatti prodotti in questo periodo erano più pesanti e convenzionali come suono, e sono stati paragonati a quelli della linea Avedis prodotti dalla Zildjian fra gli anni sessanta e primi anni settanta.
I piatti Zanki erano quasi esclusivamente di fusione in bronzo B20. Inizialmente, il metodo di fusione prevedeva il getto del bronzo fuso in stampi di ghisa; in seguito, la Zanchi brevettò un metodo più efficiente chiamato rotocasting, in cui il bronzo fuso veniva gettato in forme di ghisa poste in rotazione ad alta velocità. Questa tecnica rappresenta probabilmente il principale contributo della Zanchi alla storia della costruzione di piatti. I piatti creati con questa tecnica riportavano il marchio "Zanki Rotocasting".
A partire circa dagli anni ottanta, le aziende italiane produttrici di piatti si trovarono in crescenti difficoltà rispetto ai propri competitor internazionali, e molte delle aziende più piccole, Zanchi inclusa, si unirono alla più grande e più antica azienda italiana del settore, la UFIP (Unione Fabbricanti Italiani Piatti). La UFIP acquisì il brevetto del rotocasting, che rappresenta ancora oggi il suo segno distintivo sul mercato internazionale.